# Монантес
Монантес (Monanthes Haw.) — рід багаторічних сукулентних рослин з родини товстолистових.

## Етимологія

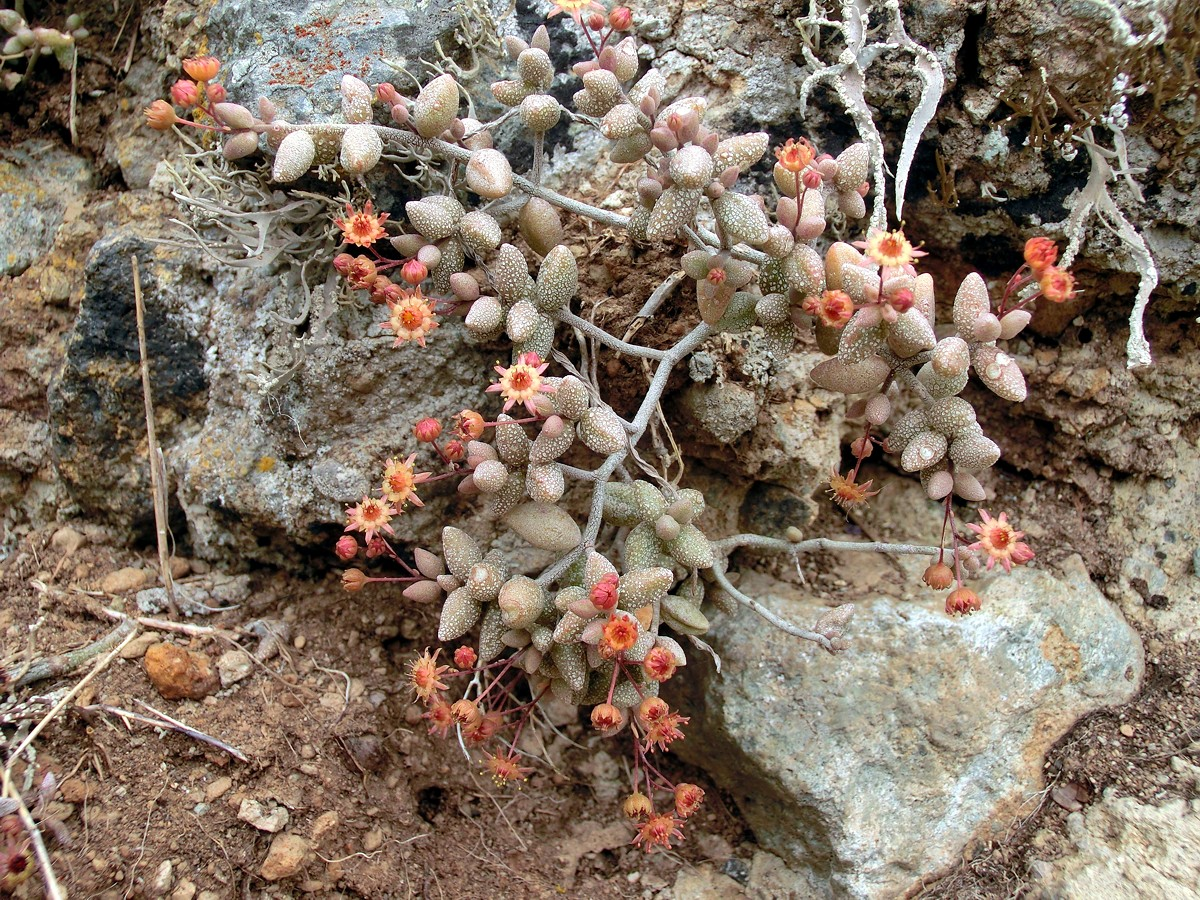
Monanthes laxiflora)

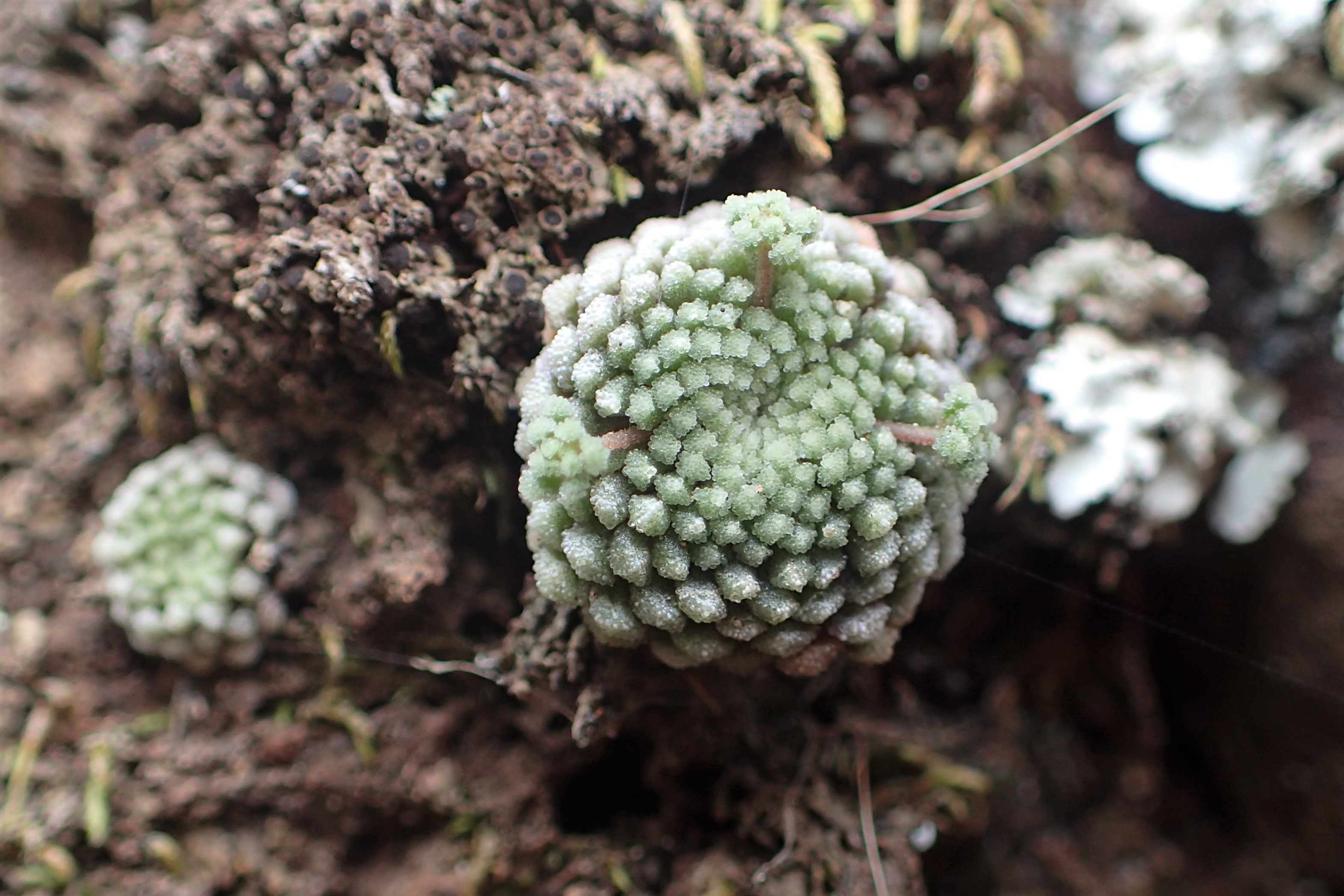
Monanthes pallens

Назва походить від грецького: дав.-гр. monos, трансліт. монос — «одна» і дав.-гр. anthos, трансліт. антос — «квітка».

## Загальна біоморфологічна характеристика
Представники роду — дрібні та крихітні сукулентні трав'янисті рослини або маленькі чагарнички з кулястими суцвіттями, довгими ниткоподібними квітконіжками, 6-8 (5-10)-членними, обдиплостемонними квітками, зібраеими в маленькі китиці, з вільними, вузькими, зеленуватими, жовтуватими або пурпуровими пелюстками та помітно великими нектароносними лусками (Praeger, 1932; Nyffeler, 1992). Мають невисокі, розгалужені стебла та м'ясисті, округло-яйцеподібні або майже ваоькуваті, бородавчасті листки, які зібрані в розетку на верхівках пагонів.

## Близькі таксони
Марокканський Sedum surculosum Coss. часто включається до роду Monanthes (як M. utktnticct Ball) через його великі нектароносні луски та загальну схожість у габітусі та морфології квітки (Ball, 1878; Berger, 1930; Uhl, 1961; Galland, 1988; Nyffeler, 1992). Однак нещодавні молекулярні дослідження показали, що Sedum surculosum має спільну унікальну делецію з марокканським Sedum jaccardianum Marie & Wilczek і, отже, має бути виключений з роду Monanthes (Mes and ‘t Hart, 1994). Monanthes зазвичай входить до так званих макаронезійських Sempervivoideae разом з Aeonium і Aichryson (Praeger, 1932; Lems, 1960; LGsch, 1990; Mes, 1995). Далі молекулярні дані вказують на те, що макаронезійські Sempervivoideae є монофілетичними, як і складові роди Aeonium, Aichryson і Monanthes (Mes, 1995; Mes et al., 1996). Сестринським таксоном макаронезійських Sempervivoideae є серія Sedum Monanthoidea (Batt.) Mes. Серія є ендемічною для Марокко та включає Sedum modestum Ball, Sedum jaccardianum та Sedum surculosum (Mes et al., 1996). Aeonium, який включає 41 вид, є ймовірним сестринським родом Monanthes.
Види Monanthes значно відрізняються за життєвою формою та формою росту, і це різноманіття було підкреслено у внутрішньородовій класифікації. Існує один однорічний вид, M. ictrricu, тоді як інші таксони є багаторічними та мають прямостоячі, дифузно розгалужені пагони та еліптичне листя, або утворюють пучки вилягаючих (рідко) висхідних, сильно розгалужених пагонів з щільними кінцевими розетками. Нарешті, деякі види мають моноподіальні, зазвичай компактні розетки та пазушні, столоніферні відростки змінної довжини. Свентеніус (1960) виділив чотири секції, які відповідають чотирьом типам життєвих форм та форм росту. Нюффелер (1992) виділив лише три секції, включаючи однорічну M. iefeaicw у групі видів з моноподіальними, компактними розетками через подібну морфологію квітки.

## Поширення
Monanthes є ендемічним для Канарських островів та островів Селваженш, які є частиною Макаронезійського регіону. Переважна більшість видів є ендемічними для Канарських островів, і лише Monanthes lowei (A.Paiva) P.Pérez & Acebes мешкає на островах Селваженш.

## Види
За даними сайту Королівських ботанічних садів у К'ю рід Monanthes налічує 18 видів та природних гібридів.
- Monanthes anagensis Praeger(інші мови)
- Monanthes atlantica Ball
- Monanthes brachycaulos (Webb & Berthel.(інші мови)) Lowe
- Monanthes dasyphylla Svent.
- Monanthes × filifolia Bañares
- Monanthes icterica (Webb ex Bolle) Christ(інші мови)
- Monanthes laxiflora (DC.) Bolle
- Monanthes lowei (A.Paiva(інші мови)) P.Pérez(інші мови) & Acebes(інші мови)
- Monanthes minima (Bolle) Christ(інші мови)
- Monanthes muralis (Webb ex Bolle) Hook.f.
- Monanthes niphophila Svent.
- Monanthes pallens (Webb ex Christ(інші мови)) Christ(інші мови)
- Monanthes polyphylla Haw.
- Monanthes praegeri Bramwell(інші мови)
- Monanthes purpurascens (Bolle & Webb) Christ(інші мови)
- Monanthes silensis (Praeger(інші мови)) Svent.
- Monanthes subcrassicaulis (Kuntze) Praeger(інші мови)
- Monanthes × subglabrata Bañares
- Monanthes subrosulata Bañares & A.Acev.-Rodr.
- Monanthes × tilophila (Bolle) Christ(інші мови)
- Monanthes wildpretii Bañares & S.Scholz(інші мови)

## Вирощування в культурі
Основні вимоги:
- Помірний полив з весни до осені.
- Легке притінювання на яскравому сонці.
- Вхимку утримувати при температурі близько 10 °C зрідка легко зволожуючи ґрунт
- Утримання в сухому та захищеному від холоду місці взимку, температура 10 — 12 °C.
- Повітро- і вдопроникна землесуміш з підвищенним вмістом піску.

Колекція Ботанічного саду імені академіка Олександра Фоміна в Києві на початку 2000-х років була представлена шістьма видами.